# 真卍
真卍（日语：／ maji manji */?）是一个日语词汇，用于抒发高涨的感情或描述事物的程度。2017年起流行于網路社群網路，主要在中学女生间广泛使用。该新词一度引发社会关注，曾列入JC・JK流行語大賞2017词语部门获奖词语，并成为当年今年的新语候选词。而2019年时已被认为是“廢語”，不再流行。

## 意思
一般认为「真卍」无清晰定义，是一种感觉型的词语。在LINE制作的一段描述女高中生的影片中，该词的词义注释为「难以置信！」。有解读指词语中“真”（マジ）是指「认真的」（本気），而“卍”是之意，加起来为表达「真的非常」（本当にすごく）或「非常」（すごく）之意的形容词，既可以是正面语气，也可以是负面语气。
卍在2013年左右开始用来形容不良行為少年，当时只是一个负面词语。2016年11月30日《鬧鐘電視》节目的「女子高生流行語大賞2016」中，“卍”当选为第一位，当时该字已有其他含义，如用来表达一种拍照姿势（同时是摆出这种姿势后的快门口号），或是感到高兴等心情激动时的感叹词。而「真卍」中的“卍”就被认为起修饰作用，加强「真」这一部分的语气。